# Rivalita Chelsea a Arsenalu
Rivalita Chelsea FC - Arsenal FC je soupeření mezi londýnskými profesionálními fotbalovými kluby Chelsea Football Club a Arsenal Football Club. Chelsea hraje své domácí zápasy na Stamford Bridge, zatímco Arsenal hraje své domácí zápasy na stadionu Emirates.
Celkově Arsenal vyhrál v historii soupeření více zápasů, když zvítězil 82krát oproti 66 zápasům Chelsea a 60krát remizoval (k 21. říjnu2023). Rekordní výhrou Arsenalu bylo vítězství 5:1 v zápase první divize na Stamford Bridge 29. listopadu 1930. Rekordní výhrou Chelsea bylo vítězství 6:0 na Stamford Bridge v Premier League 22. března 2014. Didier Drogba je držitelem rekordu v počtu gólů v derby, když ve všech soutěžích vstřelil 13 branek.
Kluby se utkaly v pěti velkých finále: ve finále FA Cupu 2002, které Arsenal vyhrál 2:0, ve finále Ligového poháru 2007, které Chelsea vyhrála 2:1, ve finále FA Cupu 2017, které Arsenal vyhrál 2:1, ve finále Evropské ligy 2019, které Chelsea vyhrála 4:1, a ve finále FA Cupu 2020, které Arsenal vyhrál 2:1.

## Pozadí
Ačkoli se nikdy nepovažovali za primární rivaly, jako dva největší a nejúspěšnější londýnské kluby mezi sebou vždy měli silnou jehlu, která se datuje až do 30. let minulého století. Jejich vzájemné zápasy často přitahovaly velké návštěvy.
V poslední době je rivalita Arsenalu a Chelsea považována za důležité derby až po vzestupu Chelsea do nejvyšší anglické soutěže Premier League v roce 2000, kdy oba týmy začaly neustále soupeřit o titul v Premier League.
Podle internetového průzkumu mezi fanoušky v prosinci 2003 fanoušci Arsenalu, kteří na průzkum odpověděli, uvedli, že Chelsea považují za svého třetího rivala po Manchesteru United a Tottenhamu Hotspur.
Fanoušci Chelsea, kteří se průzkumu zúčastnili, uvedli, že za svého hlavního rivala považují Arsenal, tradičnějšími soupeři jsou však Tottenham a Fulham.
V průzkumu sčítání fotbalových fanoušků z roku 2008 označili fanoušci Arsenalu za klub, který nemají nejraději, Chelsea, před tradičním rivalem Tottenhamem. Fanoušci Chelsea označili Arsenal za druhý nejneoblíbenější klub, hned za Liverpoolem. V článku Bleacher Report z roku 2014 je Arsenal druhým nejnenáviděnějším soupeřem Chelsea.

## Historie
První ligové utkání mezi oběma týmy se odehrálo 9. listopadu 1907 na Stamford Bridge. Jednalo se o první zápas první fotbalové ligy mezi dvěma londýnskými kluby, na který přišlo 65 000 diváků. Na zápas mezi kluby na Stamford Bridge v roce 1935 přišlo 82 905 diváků, což je druhá nejvyšší zaznamenaná návštěva na anglickém ligovém zápase. V 50. letech 20. století se oba týmy střetly ve dvou těsných semifinále FA Cupu, přičemž v obou případech zvítězil Arsenal. V šedesátých letech 20. století v tomto souboji dominovala Chelsea, která během desetiletí zaznamenala 14 vítězství, dvě remízy a pouhé dvě prohry.
Oba týmy se střetly ve čtvrtfinále Ligy mistrů 2003/04. Chelsea vyhrála 3:2 na zápasy a postoupila do semifinále.
V roce 2006 ještě více rozdmýchal rivalitu přestup Ashleyho Colea z Arsenalu do Chelsea, jelikož Cole byl několik měsíců předtím přistižen na schůzce s představiteli Chelsea.
Jedním z nejznámějších incidentů bylo finále fotbalového ligového poháru v roce 2007. Zápas poznamenaly potyčky, do nichž se zapojili Frank Lampard, Cesc Fàbregas a další, které vyústily ve žluté karty pro tyto dva a tři další vyloučené hráče, vyloučení Emmanuela Adebayora a incidenty, kdy fanoušci Chelsea házeli na hráče Arsenalu celer, což vedlo média k tomu, že zápas nazvala „finále poháru v chrapotu“. Zápas skončil vítězstvím Chelsea 2:1.
27. prosince 2010 přijela Chelsea na Emirates, kde Arsenal porazila pětkrát v řadě rozdílem 13:2, ale Arsenal nakonec zvítězil 3:1.

Dne 29. října 2011 vyhrál Arsenal na Stamford Bridge 5:3 poté, co se dvakrát prosadil, přičemž Robin van Persie vstřelil dva pozdní góly a zkompletoval svůj hattrick. Tento zápas je všeobecně považován za jeden z nejpamátnějších a nejlepších zápasů mezi oběma stranami.

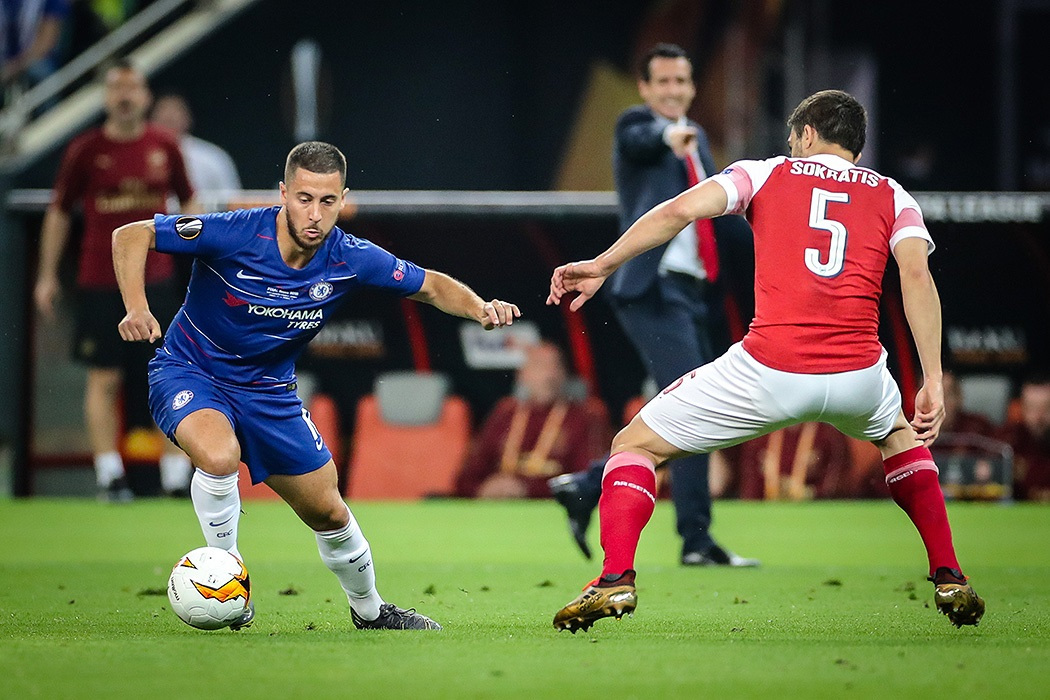
V květnu 2019 se kluby setkaly ve finále Evropské ligy.

22. března 2014, v tisícím zápase Arséna Wengera ve funkci, vyhrála Chelsea 6:0. To znamenalo nejvíce gólů, které Chelsea proti Arsenalu vstřelila, největší vítězství Chelsea proti Arsenalu a zároveň nejtěžší porážku, kterou Wenger v Arsenalu utrpěl. K významným událostem zápasu patřilo odskočení Chelsea do tříbrankového vedení během 15 minut a vyloučení Kierana Gibbse rozhodčím Andre Marrinerem za hru rukou, které se dopustil jeho spoluhráč Alex Oxlade-Chamberlain.
5. října 2014 porazila Chelsea Arsenal 2:0, což znamenalo, že manažer Arsenalu Wenger nevyhrál nad José Mourinhem už dvanáctkrát. V tomto zápase také poprvé nastoupil proti svému bývalému klubu za Chelsea bývalý kapitán Arsenalu Cesc Fàbregas, který si připsal asistenci u gólu Diega Costy. Zápas je však nejvíce známý kvůli rvačce u postranní čáry, ke které došlo mezi manažery v technické zóně během ostrého zápasu. 2. srpna 2015 Wenger konečně zaznamenal vítězství proti Mourinhovi, když porazil Chelsea 1:0 v FA Community Shield 2015.
24. září 2016 porazil Arsenal na Emirates Stadium Chelsea 3:0. Bylo to poprvé od roku 2013, kdy Arsenal skóroval proti Chelsea, a první výhra Arsenalu nad The Blues od roku 2011 v Premier League. Všechny tři góly vstřelili v prvním poločase Alexis Sánchez, Theo Walcott a Mesut Özil. Byla to nejvyšší výhra Arsenalu nad Chelsea od roku 1997.
Oba týmy se střetly ve finále FA Cupu v roce 2017, kde Arsenal získal svou rekordní 13. trofej FA Cupu, když porazil Chelsea 2:1. Arsenal zopakoval tento úspěch v FA Community Shield v roce 2017, kdy vyhrál 4:1 na penalty poté, co zápas skončil 1:1. Bylo to také poprvé, kdy fotbalová asociace použila systém „ABBA“ pro zahrávání pokutových kopů. 29. května 2019 se oba týmy setkaly v historicky prvním evropském finále, stalo se tak v Evropské lize, kde Chelsea porazila Arsenal 4:1 a získala svůj druhý titul v této soutěži. Tento zápas byl zároveň posledním zápasem kariéry Petra Čecha, který za oba týmy hrál v letech 2004-2019. V následující sezóně se Arsenal a Chelsea utkaly v dalším finále FA Cupu, které skončilo vítězstvím Arsenalu 2-1 dvěma góly Pierra-Emericka Aubameyanga a zajistilo mu 14. titul.
V Premier League 2020/21 dokončil Arsenal své první „double“  v Premier League nad Chelsea od sezóny 2003/04, když vyhrál oba zápasy sezóny.

## Hráči, kteří hráli za oba týmy nebo je vedli
Níže jsou uvedeni hráči a manažeři, kteří za oba kluby hráli nebo je vedli.

### Chelsea poté Arsenal
- Tommy Lawton (jako hráč: Chelsea 1945–1947; Arsenal 1953–1955)
- Bill Dickson (jako hráč: Chelsea 1947–1953; Arsenal 1953–1956)
- John Hollins (jako hráč: Chelsea 1963–1975 a 1983–1984; Arsenal 1979–1983; as manager: Chelsea 1985–1988)
- George Graham (jako hráč: Chelsea 1964–1966; Arsenal 1966–1972; jako trenér: Arsenal 1986–1995)
- Stewart Houston (jako hráč: Chelsea 1967–1972; jako dočasný trenér: Arsenal 1995 and 1996)
- Alan Hudson (jako hráč: Chelsea 1969–1974 a 1983–1984; Arsenal 1976–1978)
- Colin Pates (jako hráč: Chelsea 1979–1988; Arsenal 1990–1993)
- William Gallas (jako hráč: Chelsea 2001–2006; Arsenal 2006–2010)
- Lassana Diarra (jako hráč: Chelsea 2005–2007; Arsenal 2007–2008)
- Yossi Benayoun (jako hráč: Chelsea 2010–2013; na hostování v Arsenalu 2011–2012)
- Petr Čech (jako hráč: Chelsea 2004–2015; Arsenal 2015–2019)
- David Luiz (jako hráč: Chelsea 2011–2014 a 2016–2019; Arsenal 2019–2021)
- Willian (jako hráč: Chelsea 2013–2020; Arsenal 2020–2021)
- Jorginho (jako hráč: Chelsea 2018–2023; Arsenal 2023–současnost)
- Kai Havertz (jako hráč: Chelsea 2020–2023; Arsenal 2023–současnost)

### Arsenal poté Chelsea
- Sandy MacFarlane (jako hráč: Arsenal 1896–1897; Chelsea 1913–1914)
- Jimmy Sharp (jako hráč: Arsenal 1905–1908; Chelsea 1912–1915)
- Leslie Knighton (jako trenér: Arsenal 1919–1925; Chelsea 1933–1939)
- Bob Turnbull (jako hráč: Arsenal 1923–1924; Chelsea 1925–1928)
- Ted Drake (jako hráč: Arsenal 1934–1945; jako trenér: Chelsea 1952–1961)
- Tommy Docherty (jako hráč: Arsenal 1958–1961; Chelsea 1961–1962; jako trenér: Chelsea 1961–1967)
- Allan Young (jako hráč: Arsenal 1959–1961; Chelsea 1961–1969)
- Tommy Baldwin (jako hráč: Arsenal 1964–1966; Chelsea 1966–1974)
- Graham Rix (jako hráč: Arsenal 1975–1988; Chelsea 1995)
- Clive Allen (jako hráč: Arsenal 1980; Chelsea 1991–1992)
- Peter Nicholas (jako hráč: Arsenal 1981–1983; Chelsea 1988–1991)
- David Rocastle (jako hráč: Arsenal 1984–1992; Chelsea 1994–1998)
- Emmanuel Petit (jako hráč: Arsenal 1997–2000; Chelsea 2001–2004)
- Nicolas Anelka (jako hráč: Arsenal 1997–1999; Chelsea 2008–2012)
- Ashley Cole (jako hráč: Arsenal 1999–2006; Chelsea 2006–2014)
- Cesc Fàbregas (jako hráč: Arsenal 2003–2011; Chelsea 2014–2019)
- Olivier Giroud (jako hráč: Arsenal 2012–2018; Chelsea 2018–2021)
- Pierre-Emerick Aubameyang (jako hráč: Arsenal 2018–2022; Chelsea 2022–současnost)

## Trofeje
Aktuální k datu 6. srpna 2023.
| Mezinárodní soutěže                | Chelsea | Arsenal |
| ---------------------------------- | ------- | ------- |
| Liga mistrů UEFA                   | 2       | 0       |
| Evropská liga UEFA                 | 2       | 0       |
| Pohár vítězů pohárů                | 2       | 1       |
| Superpohár UEFA                    | 2       | 0       |
| Veletržní pohár                    | 0       | 1       |
| Mistrovství světa ve fotbale klubů | 1       | 0       |
| Národní soutěže                    | Chelsea | Arsenal |
| First Division / Premier League    | 6       | 13      |
| FA Cup                             | 8       | 14      |
| League Cup                         | 5       | 2       |
| Community Shield                   | 4       | 17      |
| Celkově                            | 32      | 48      |

## Statistiky utkání
Aktuální k datu 21. října 2022.
| Klub               | Zápasy | V    | R    | P    |
| Liga               | Liga   | Liga | Liga | Liga |
| ------------------ | ------ | ---- | ---- | ---- |
| Chelsea            | 173    | 54   | 51   | 68   |
| Arsenal            | 173    | 68   | 51   | 54   |
| FA Cup             |        |      |      |      |
| Chelsea            | 21     | 5    | 6    | 10   |
| Arsenal            | 21     | 10   | 6    | 5    |
| EFL Cup            |        |      |      |      |
| Chelsea            | 8      | 4    | 1    | 3    |
| Arsenal            | 8      | 3    | 1    | 4    |
| Liga mistrů UEFA   |        |      |      |      |
| Chelsea            | 2      | 1    | 1    | 0    |
| Arsenal            | 2      | 0    | 1    | 1    |
| Evropská liga UEFA |        |      |      |      |
| Chelsea            | 1      | 1    | 0    | 0    |
| Arsenal            | 1      | 0    | 0    | 1    |
| Community Shield   |        |      |      |      |
| Chelsea            | 3      | 1    | 1    | 1    |
| Arsenal            | 3      | 1    | 1    | 1    |
| Celkově            |        |      |      |      |
| Chelsea            | 208    | 66   | 60   | 82   |
| Arsenal            | 208    | 82   | 60   | 66   |

## Výsledky

### Premier League (1992—současnost)
| Datum              | Skóre |
| ------------------ | ----- |
| 1. března 1993     | 1:0   |
| 20. listopadu 1993 | 0:2   |
| 14. května 1995    | 2:1   |
| 30. září 1995      | 1:0   |
| 5. dubna 1997      | 0:3   |
| 21. září 1997      | 2:3   |
| 9. září 1998       | 0:0   |
| 23. října 1999     | 2:3   |
| 6. září 2000       | 2:2   |
| 8. září 2001       | 1:1   |
| 1. září 2002       | 1:1   |
| 21. února 2004     | 1:2   |
| 20. dubna 2005     | 0:0   |
| 21. dubna 2005     | 1:0   |
| 10. prosince 2006  | 1:1   |
| 23. března 2008    | 2:1   |
| 30. listopadu 2008 | 1:2   |
| 7. února 2010      | 2:0   |
| 3. října 2010      | 2:0   |
| 29. října 2011     | 3:5   |
| 20. ledna 2013     | 2:1   |
| 22. března 2014    | 6:0   |
| 5. října 2014      | 2:0   |
| 19. září 2015      | 2:0   |
| 4. února 2017      | 3:1   |
| 17. září 2017      | 0:0   |
| 18. srpna 2018     | 3:2   |
| 21. ledna 2020     | 2:2   |
| 12. května 2021    | 0:1   |
| 20. dubna 2022     | 2:4   |
| 6. listopadu 2022  | 0:1   |
| 21. října 2023     | 2:2   |

| Datum              | Skóre |
| ------------------ | ----- |
| 3. října 1992      | 2:1   |
| 16. dubna 1994     | 1:0   |
| 15. října 1994     | 3:1   |
| 16. prosince 1995  | 1:1   |
| 4. září 1996       | 3:3   |
| 8. února 1998      | 2:0   |
| 31. ledna 1999     | 1:0   |
| 6. května 2000     | 2:1   |
| 13. ledna 2001     | 1:1   |
| 26. prosince 2001  | 2:1   |
| 1. ledna 2003      | 3:2   |
| 18. října 2003     | 2:1   |
| 12. prosince 2004  | 2:2   |
| 18. prosince 2005  | 0:2   |
| 6. května 2007     | 1:1   |
| 16. prosince 2007  | 1:0   |
| 10. května 2009    | 1:4   |
| 29. listopadu 2009 | 0:3   |
| 27. prosince 2010  | 3:1   |
| 21. dubna 2012     | 0:0   |
| 29. září 2012      | 1:2   |
| 23. prosince 2013  | 0:0   |
| 26. dubna 2015     | 0:0   |
| 24. ledna 2016     | 0:1   |
| 24. září 2016      | 3:0   |
| 3. ledna 2018      | 2:2   |
| 19. ledna 2019     | 2:0   |
| 29. prosince 2019  | 1:2   |
| 26. prosince 2020  | 3:1   |
| 22. srpna 2021     | 0:2   |
| 2. května 2023     | 3:1   |

Shrnutí
Aktuální k datu 21. listopadu 2022.
| vítězství Arsenalu | 25 |
| Remízy             | 18 |
| vítězství Chelsea  | 20 |
| góly Arsenalu      | 87 |
| góly Chelsea       | 85 |
| Zápasy celkově     | 63 |

| Tým     | Domácí vítězství | Domácí remízy | Domácí prohry | VG | OG |
| ------- | ---------------- | ------------- | ------------- | -- | -- |
| Chelsea | 13               | 9             | 10            | 49 | 41 |
| Arsenal | 15               | 9             | 7             | 46 | 36 |

## Nejvyšší návštěvy
- Arsenal 2:1 Chelsea: 89 472 (27. května 2017), Wembley (neutrální)[45]
- Arsenal 1:2 Chelsea: 88 103 (18. dubna 2009), Wembley (neutrální)[46]
- Arsenal 1:0 Chelsea: 85 437 (2. srpna 2015), Wembley (neutrální)[47]
- Arsenal 1:1 Chelsea: 83 325 (6. srpna 2017), Wembley (neutrální)[48]
- Chelsea 1:1 Arsenal: 82 905 (12. října 1935), Stamford Bridge (domov Chelsea)[8]
- Arsenal 2:0 Chelsea: 73 963 (4. května 2002), Millennium Stadium (neutrální)[49]
- Arsenal 1:2 Chelsea: 70 073 (25. února 2007), Millennium Stadium (neutrální)[50]
- Arsenal 1:1 Chelsea: 68 084 (5. dubna 1952), White Hart Lane (domov Tottenhamu Hotspur)[51]
- Chelsea 2:1 Woolwich Arsenal: 65 000 (9. listopadu 1907), Stamford Bridge (domov Chelsea)[7]
- Arsenal 2:1 Chelsea: 62 746 (20. března 1973), Highbury (domov Arsenalu)[52]